# Eklaspur, Bhalki
Eklaspur là một làng thuộc tehsil Bhalki, huyện Bidar, bang Karnataka, Ấn Độ.